# چیسو
چیسو (انگلیسی: Chisso) شرکت صنایع شیمیایی ژاپنی است، که در سال ۱۹۰۶ توسط شیتاگوا ناگوچی تأسیس شد.